# Schlag den Star – Das Spiel
Schlag den Star –  Das Spiel ist ein Computerspiel basierend auf der gleichnamigen Spielshow Schlag den Star des Senders ProSieben. Schlag den Star – Das Spiel ist der vierte Ableger des Formats „Schlag den …“. Zuvor gab es drei Schlag-den-Raab-Spiele. Das Spiel wurde von Lost the Game Studios für bitComposer Entertainment entwickelt und von Astragon veröffentlicht.
Das Spiel enthält 25 aus der Spielshow bekannte Minispiele, zum Beispiel „Blamieren oder Kassieren“, „Quiz“ oder auch „Wo liegt was“. Wie in der Fernsehsendung führt auch hier Elton durch das Duell. Es gibt vier verschiedene Spielmodi: Show, Halbe Show, Best of Three oder Freies Spiel. Man kann sich selber einen Charakter erstellen oder einen der sechs vorerstellten Charaktere wählen. Man spielt entweder gegen einen computergesteuerten Charakter, wobei jeder der sechs Charaktere verschiedene Fähigkeiten und Schwierigkeitsgrade besitzt, oder gegen bis zu vier reale Mitspieler. Das komplette Regelwerk wurde ins Spiel integriert. Das Spiel verwendet Originalsounds und Musik der Sendung.
Im Herbst 2020 erschien die Fortsetzung Schlag den Star – Das 2. Spiel. Es beinhaltet 20 Spiele, darunter neue Spiele, wie BallBall und Lattlschießen. Am 28. September 2023 erschien ein weiterer Teil mit Schlag den Star - Das 3. Spiel.